# إعادة تسخين المياه
إعادة تسخين المياه هي خوارزمية للتحكم الآلي في توفير الطاقة لغلايات المياه الساخنة التي عادة ما تستخدم مع زيت الوقود أو الغاز الطبيعي. وتقيس أيضا درجة حراره الهواء الخارجي. ويتم استخدام هذه المعلومات لتقدير مقدار التدفئة المطلوبة مع تغير درجه حراره الوسط الخارجي. وتكون العلاقة بين درجة حرارة المياه في الغلايات مع درجة حرارة الهواء الخارجي علاقة عكسية. وللغلايات التقليدية نطاق نموذجي للتغير في درجة حرارة المياه وهو بين ( 60 – 82 )⁰C عندما تكون درجة حرارة الهواء بين (+18 إلي -18 ) ⁰C.

## التنفيذ
ويمكن تعديل درجة حرارة المياه باستخدام نظام التحكم بطريقتين:
- عن طريق العمل كعنصر تحكم في أفران الغلاية كالتحكم في تشغيلها وفي ايقافها، ارتفاع وانخفاض النار، تعديل النار، وهذا يتوقف على بناء الغلاية.

وعند تعديل درجه حراره الغلاية لا بد من وجود حد أدنى للحفاظ على درجة حرارة أعلى من درجة حرارة تكثف الغاز وهي عادة فوق 60 ⁰C. ويتم رفع كفاءة الغلاية إلي مدي معين (85% - 95%).
- عن طريق العمل كعنصر تحكم على الصمام الثلاثي المسئول عن توزيع درجه الحرارة على المياه. والذي يقوم بخلط المياه التي تم استخدامها مع المياه الساخنه الخارجه من الغلاية لتصل المياه إلي درجه الحرارة المطلوبة.